# باولو هنريكي فيلهو
باولو هنريكي فيلهو (بالبرتغالية: Paulo Henrique Filho) هو لاعب كرة قدم برازيلي في مركز الهجوم، ولد في 18 أغسطس 1964 في ريو دي جانيرو في البرازيل، وتوفي في 13 فبراير 2017. لعب مع نادي فلامنغو.